# Pyli (Kos)

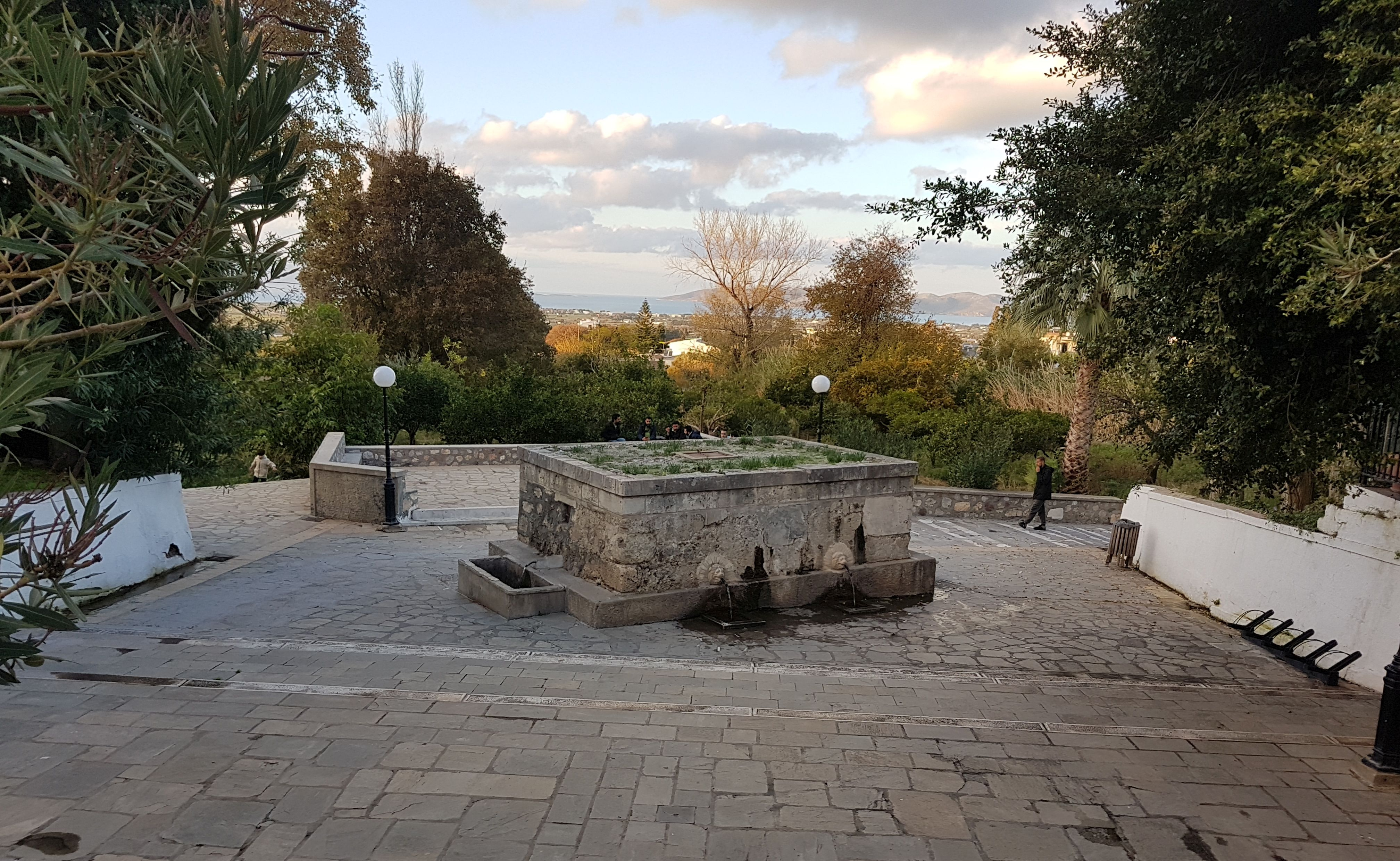
Alter Dorfbrunnen

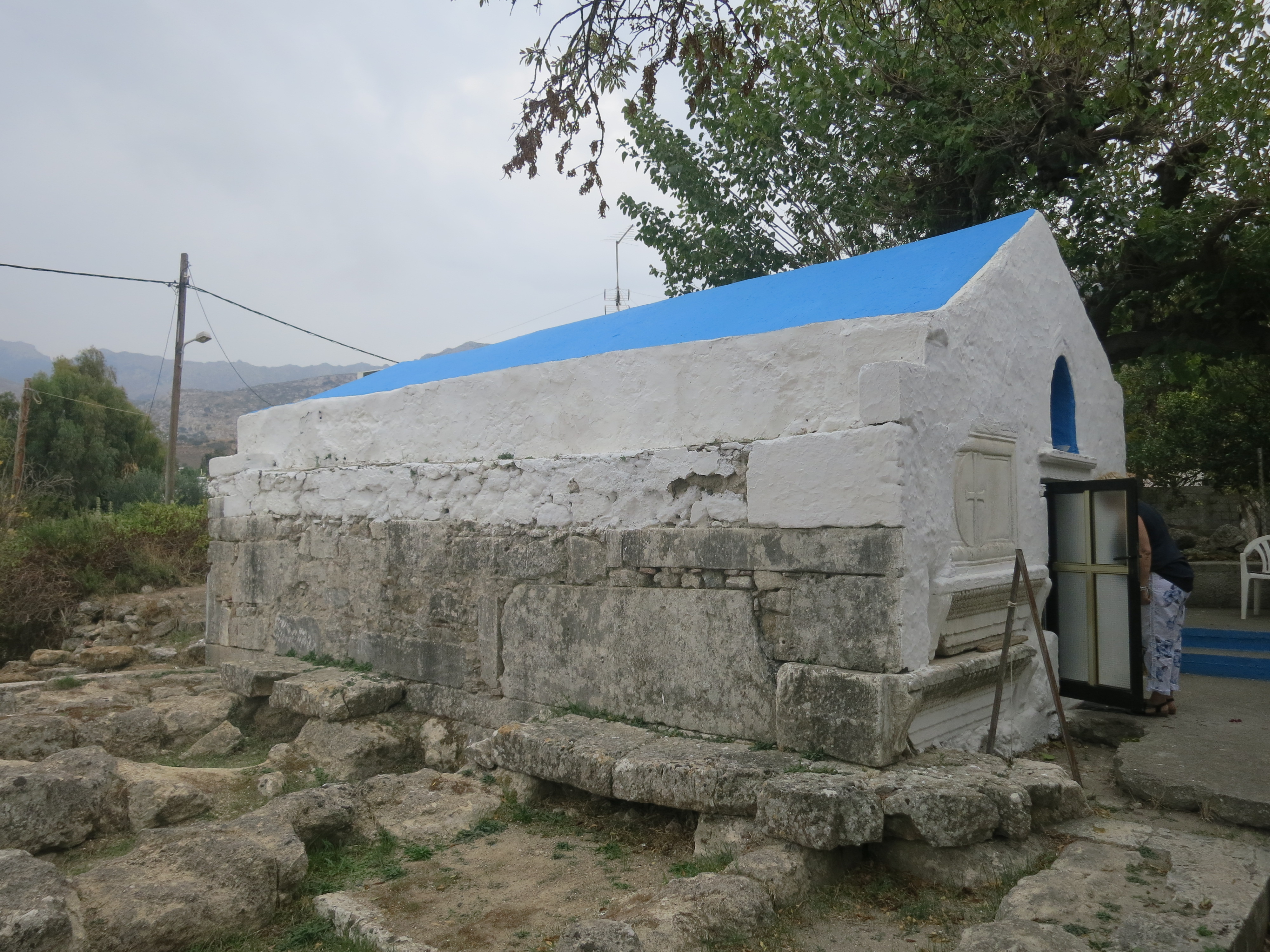
Kapelle über dem Grab des Charmylos, Sohn des Chairylos

Pyli (griechisch Πυλί (n. sg.), auch: Pili) ist eine Kleinstadt auf der griechischen Insel Kos. Der Ort ist Verwaltungssitz des gleichnamigen Stadtbezirks.

## Lage, Geographie, Verkehr
Pyli liegt rund 15 Kilometer südwestlich der Stadt Kos bzw. rund 4 Kilometer südlich von Marmari auf etwa 70 bis 80 Meter über Meer (Zentrum der Stadt).
Der Ort liegt relativ zentral zwischen der Halbinsel Kefalos im Südwesten und der Hauptstadt Kos ganz im Osten. Die zwischen Kos und Kefalos verlaufende Hauptverbindungsstraße der Insel führt in der Nähe von Pyli vorbei.

## Geschichte
In der unmittelbaren Nähe des heutigen Pyli wurden antike Bögen gefunden, auf dem Psoriari-Hügel (λόφο Ψωριάρη) Überreste eines antiken Heiligtums zu Ehren der Göttin Demeter und Persephone. Archäologische Ausgrabungen haben auch Münzen aus der Zeit um 200 v. Chr. aufgefunden. Daraus zeigt sich, dass auch das heutige Pyli bereits in früher Zeit besiedelt war. Es wurde damals Peli (Πέλη) genannt.
Ein weiterer Ort Pyli entwickelte sich im Mittelalter um die byzantinische Burg Peripatos, die zwischen dem 9. und 11. Jahrhundert erbaut wurde. Die Burg verfiel im Laufe der weiteren Entwicklung und wurde, als der Johanniterorden Kos besetzte, wieder aufgebaut. Nach der Revolution 1821 wurde das alte Dorf Pyli (Palio Pyli), das wie die ganze Insel Kos inzwischen dem Osmanischen Reich angehörte, von dem osmanischen Behörden entvölkert und wurde 1830, nach dem Ausbruch von Cholera endgültig aufgegeben. Die griechischen Einwohner gründeten das neue Pyli (Νέο Πυλί), auch vereinfacht Unten (Kato / Κάτω) genannt. Seit dem 7. Mai 1912 war Pyli, wie der Rest der Insel Kos, von Italien besetzt und wurde am 7. März 1948 Griechenland angegliedert.
Im Zuge der Flüchtlingsbewegung ab 2015 errichtete die Griechische Regierung ein Camp nahe Pyli.

## Bevölkerung und politische Gliederung, Wirtschaft
Pyli gehört zum Gemeindebezirk Dikeos der 7130 Personen (2011) beheimatete. Der Gemeindebezirk Dikeos ist in Stadtbezirke untergliedert. Innerhalb des Stadtbezirks Pyli (Δημοτική Κοινότητα Πυλίου) lebten 3036 Personen (2011). Der Stadtbezirk umfasst die Kleinstadt Pyli (Πυλί) mit 2469 Personen (2011) und das Dorf Marmari (Μαρμάρι) mit 567 Personen (2011).
| Jahr                 | 1951 | 1961 | 1971 | 1981 | 1991 | 2001 | 2011 |
| -------------------- | ---- | ---- | ---- | ---- | ---- | ---- | ---- |
| Bevölkerungs- anzahl | 2049 | 1883 | 1508 | 1816 | 2453 | 2431 | 2469 |

Hauptwirtschaftszweig ist die Landwirtschaft sowie die Viehhaltung, in jüngerer Zeit zunehmend auch der Tourismus. Ein erheblicher Teil der Personen, die im Rahmen der Flüchtlingskrise in Europa ab 2015 in der Europäischen Union Schutz suchen und nach Kos gelangten, sind vorläufig in Pyli beheimatet (2019).

## Sehenswürdigkeiten
- Palio Pyli (Παλιό Πύλι), verlassenes Dorf mit verfallener Johanniter-Burg,
- Pyli-Stausee (Λίμνη του Πυλίου).
- Heimathaus in Pyli (Πυλιώτικο Σπίτι), gezeigt wird die bäuerliche Lebensweise einer Familie bis in die 1950er Jahre.
- alter Brunnen im Dorfzentrum, das Wasser sprudelt unter anderem aus steinernen Löwenmäulern. Der Brunnen stammt noch aus der Zeit der osmanischen Herrschaft und wurde um 1592 errichtet (siehe: Pyli-Quelle).
- Grab des Charmylos, Sohn des Chairylos, des legendären Helden und Königs von Kos im Altertum. Das rechteckige Grab mit einem Tonnengewölbe, Charmyleion genannt, stammt aus der Zeit des späten 4. Jahrhunderts bis Anfang 3. Jahrhundert vor Christus.